# Ogni na reke
Ogni na reke (Огни на реке) è un film del 1954 diretto da Viktor Vladislavovič Ėjsymont.